# 托马斯·库克

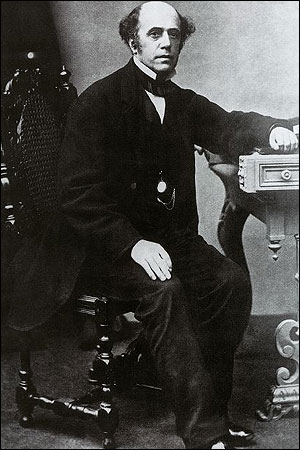

托马斯·库克（英语：Thomas Cook，1808年11月22日—1892年7月18日）是一位英国商人，他以创办托马斯·库克旅行社而闻名。他还是“旅行套餐（英语：package tour）”概念的最初开发者之一，这种套餐包括旅行、住宿等服务。

## 个人生活
托马斯·库克于1808年11月22日出生于德比郡的墨尔本村，由父母约翰和伊丽莎白·库克抚养长大（英语：John and Elizabeth Cook）。
10岁时，库克开始担任当地勋爵的庄园市场园丁的助手，每周工资为6便士。14岁时，他成为了叔叔约翰·佩格（英语：John Pegg）的学徒，在接下来的五年里制作橱柜。
库克是浸礼会教徒，且于1828年成为了一名传教士，作为村庄的福音传教士巡回讲道分发小册子，并偶尔作为橱柜制造商赚钱。
1832年，库克移居到马基特哈伯勒。在当地浸礼会牧师弗朗西斯·比尔兹（英语：Francis Beardsall）的影响下，他于1833年元旦宣誓节制。作为禁酒运动的一部分，他组织了各类会议，并策划了反酒精游行。
在1833年3月2日，库克在拉特兰的巴罗登教区教堂与玛丽安·梅森（英语：Thomas Cook，1807年—1884年）结婚。[1] 他们的儿子约翰·梅森·库克于1834年1月13日出生。[1] 女儿安妮·伊丽莎白于1845年6月21日出生，在35岁时因吸入有缺陷的热水器释放的有毒烟雾而在浴缸中去世。[1]
1833年3月2日，库克在拉特兰郡的巴罗登巴罗登教区教堂与玛丽安·梅森（英语：Marianne Mason，1807年—1884年）结婚。 他们的儿子约翰·梅森·库克（英语：John Mason Cook）于1834年1月13日出生。他们的女儿安妮·伊丽莎白（英语：Annie Elizabeth）于1845年6月21日出生，但在35岁时因吸入有故障的热水器释放的毒烟而在浴缸中去世。托马斯·库克于1892年7月18日在莱斯特的奈顿逝世，且在去世前失去了视力。他与妻子和女儿被埋葬在维尔福德路公墓。

## 托马斯·库克旅行社
托马斯·库克于1865年在伦敦弗利特街开出办公室，并开有一家商店，出售旅行用品，如指南书，行李箱，望远镜等。1872年，他与儿子约翰·梅森·库克建立了合伙制，并将旅行社更名为Thomas Cook ＆ Son。他和妻子还在办公室上方经营着一家小型旅馆。1868年引入的“酒店兑换券”模式，只要在库克列出的名单上，旅行者就可以用兑换券在餐厅用餐或在酒店过夜。1978年库克退休，他回到了莱斯特生活。